# Scottish First Division 2004-2005
La Scottish First Division 2004-2005 è stata la 99ª edizione della seconda serie del campionato scozzese di calcio, la 10ª edizione nel formato corrente di 10 squadre, sotto l'organizzazione della Scottish Football League (SFL). La stagione è iniziata il 7 agosto 2004 e si è conclusa il 7 maggio 2005.

Il Falkirk ha vinto il campionato ed è stato promosso direttamente in Scottish Premier League.

Il Partick Thistle e il Raith Rovers sono stati retrocessi in Scottish Second Division.

## Stagione

### Novità
Dalla First Division 2003-2004 l'Inverness, primo classificato, è stato promosso in Premier League 2004-2005. L'Ayr United e il Brechin City sono stati retrocessi in Second Division 2004-2005.

Dalla Premier League 2003-2004 è stato retrocesso il Partick Thistle. Dalla Second Division 2003-2004 sono stati promossi l'Airdrie Utd, primo classificato, e l'Hamilton Academical, secondo classificato.

### Formula
Il campionato è composto di 10 squadre che si affrontano in un doppio girone di andata-ritorno per un totale di 36 giornate.

La prima classificata viene promossa direttamente in Scottish Premier League. Le ultime due classificate vengono retrocesse direttamente in Scottish Second Division.

## Squadre partecipanti
| Club                | Città       | Stadio                   | Posizione 2003-2004         |
| ------------------- | ----------- | ------------------------ | --------------------------- |
| Airdrie Utd         | Airdrie     | Excelsior Stadium        | 1º posto in Second Division |
| Clyde               | Cumbernauld | Broadwood Stadium        | 2º posto                    |
| Falkirk             | Falkirk     | Falkirk Stadium          | 4º posto                    |
| Hamilton Academical | Hamilton    | INew Douglas Park        | 2º posto in Second Division |
| Partick Thistle     | Glasgow     | Firhill Stadium          | 12º posto in Premier League |
| Queen of the South  | Dumfries    | Palmerston Park          | 5º posto                    |
| Raith Rovers        | Kirkcaldy   | Stark's Park             | 8º posto                    |
| Ross County         | Dingwall    | Victoria Park (Dingwall) | 6º posto                    |
| St. Johnstone       | Perth       | McDiarmid Park           | 3º posto                    |
| St. Mirren          | Paisley     | St. Mirren Park          | 7º posto                    |

## Classifica finale
|  | Pos. | Squadra             | Pt | G  | V  | N  | P  | GF | GS | DR  |
|  | ---- | ------------------- | -- | -- | -- | -- | -- | -- | -- | --- |
|  | 1.   | Falkirk             | 75 | 36 | 22 | 9  | 5  | 66 | 30 | +36 |
|  | 2.   | St. Mirren          | 60 | 36 | 15 | 15 | 6  | 41 | 23 | +18 |
|  | 3.   | Clyde               | 60 | 36 | 16 | 12 | 8  | 35 | 29 | +6  |
|  | 4.   | Queen of the South  | 51 | 36 | 14 | 9  | 13 | 36 | 38 | -2  |
|  | 5.   | Airdrie Utd         | 50 | 36 | 14 | 8  | 14 | 44 | 48 | -4  |
|  | 6.   | Ross County         | 47 | 36 | 13 | 8  | 15 | 40 | 37 | +3  |
|  | 7.   | Hamilton Academical | 47 | 36 | 12 | 11 | 13 | 35 | 36 | -1  |
|  | 8.   | St. Johnstone       | 46 | 36 | 12 | 10 | 14 | 38 | 39 | -1  |
|  | 9.   | Partick Thistle     | 39 | 36 | 10 | 9  | 17 | 38 | 52 | -14 |
|  | 10.  | Raith Rovers        | 16 | 36 | 3  | 7  | 26 | 26 | 67 | -41 |

Legenda:

      Promossa in Premier League 2005-2006
      Retrocesse in Second Division 2005-2006
Tre punti a vittoria, uno a pareggio, zero a sconfitta.
La classifica viene stilata secondo i seguenti criteri:
- Punti conquistati
- Differenza reti generale
- Reti totali realizzate
- Punti realizzati negli scontri diretti
- Differenza reti negli scontri diretti
- Reti realizzate negli scontri diretti
- play-off (solo per definire la promozione, la retrocessione e i playoff)

### Verdetti
- Falkirk vincitore della Scottish First Division e promosso in Scottish Premier League 2005-2006
- Partick Thistle e Raith Rovers retrocesse in Scottish Second Division 2005-2006.

## Statistiche

### Classifica marcatori
| Gol |  |  | Giocatore      | Squadra            |
| --- |  |  | -------------- | ------------------ |
| 17  |  |  | Darryl Duffy   | Falkirk            |
| 15  |  |  | Ian Harty      | Clyde              |
| 14  |  |  | Owen Coyle     | Airdrie Utd        |
| 13  |  |  | Daniel McBreen | Falkirk            |
| 12  |  |  | David McNiven  | Queen of the South |
| 11  |  |  | Peter McDonald | St. Johnstone      |
| 9   |  |  | Alan Gow       | Airdrie Utd        |
| 9   |  |  | Andy Thomson   | Falkirk            |
| 7   |  |  | Russell Latapy | Falkirk            |
| 7   |  |  | Derek Lyle     | Queen of the South |
| 7   |  |  | John O'Neil    | St. Mirren         |